# Lijst van voorzitters van de Nationale Vergadering (Libanon)
De pagina bevat de lijst van alle voorzitters van de Nationale Vergadering van Libanon. Sinds het Nationale Pact van 1943 moet de voorzitter van de Nationale Vergadering altijd een sjiietisch moslim zijn. De voorzitter van de Nationale Vergadering bezit verregaande bevoegdheden, zo kan hij bijvoorbeeld over ieder wetsvoorstel zijn veto uitspreken.

## Voor de onafhankelijkheid
- Daoud Amoun: 22 september 1922 - 8 maart 1922 (?)
- Habib Pacha El-Saad: 25 mei 1922 - 15 oktober 1923 (Grieks-orthodox)
- Naoum Labaki: 15 oktober 1923 - 29 oktober 1924 (?)
- Emile Edde: 21 oktober 1924 - 13 januari 1925 (maroniet)
- Moussa Namour: 13 juli 1925 - 18 oktober 1927 (Maroniet)
- Mohammed Aljesr: 18 oktober 1927 - 10 mei 1932 (?)
- Charles Debbas: 30 januari 1934 - 31 oktober 1934 (Grieks-orthodox)
- Petro Trad: 10 november 1934 - 21 oktober 1935 (Grieks-orthodox)
- Khaled Chehab: 22 oktober 1935 - 5 juni 1937 (soenniet)
- Petro Trad: 29 oktober 1937 - 21 september 1939 (Grieks-orthodox)

## Na de onafhankelijkheid (allensjiieten)
- Sabri Hmede: 21 september 1943 - 22 oktober 1946
- Habib Abou Chahla: 22 oktober 1946 - 7 april 1947
- Sabri Hmede: 9 juni 1947 - 20 maart 1951
- Ahmed Al-Assad: 5 juni 1951 - 30 maart 1953
- Adel Ysayran: 13 augustus 1953 - 15 oktober 1959
- Sabri Hmede: 20 oktober 1959 - 8 mei 1964
- Kamel Assaad: 8 mei 1964 - 20 oktober 1964
- Sabri Hmede: 20 oktober 1964 - 9 mei 1968
- Kamel Al-Assad: 9 mei 1968 - 22 oktober 1968
- Sabri Hmede: 22 oktober 1968 - 20 oktober 1970
- Kamel Al-Assad: 20 oktober 1970 - 16 oktober 1984
- Hoessein El-Hoesseini: 16 oktober 1984 - 20 oktober 1992
- Nabih Berri: 20 oktober 1992 - heden